# 野球少年
《野球少年》是日本作家淺野敦子的小說作品。最初於教育画劇發行全6卷單行本，後由角川文庫出版全6卷文庫版，合計累計銷售超過1000萬部。1997年獲得第35回野間兒童文藝獎。本作漫畫版由柚庭千景負責作畫，於少女漫畫雜誌《Asuka》2004年12月号進行連載，單行本發行至9卷。
2000年在NHK-FM的頻道播出全10回的廣播劇，另外2007年發布由林遣都主演的改編電影消息，2008年4月由中山優馬主演的電視劇在NHK開始播放。2016年7月至10月在富士電視台的「noitaminA」頻道播出電視動畫。

## 故事簡介
具有卓越才能的自信傲慢的投手原田巧，和捕手永倉豪組成Battery的一年間的故事。

## 登場人物

### 主要人物
原田巧（聲：内山昂輝）
初中1年級生。擁有作為棒球投手的罕見才能，自負性格的自信家，個性冷漠。
永倉豪（聲：畠中祐）
與巧同樣的初中1年級生。身高與巧差不多，但是因為肩寬看上去體格很大。溫厚，體諒別人的性格。
位置是捕手。對遇見搬遷到新田市的巧感到象命運一樣，與巧組成搭檔。為了匹配巧的才能，努力練習。

### 原田家
原田青波（聲：藤卷勇威）
比巧小3歲的弟弟。小學4年級生。原田家中惟一帶岡山腔的。
因為身體虛弱，一直無法做激烈的運動。不喜歡因身體虛弱而被同情。從小就憧憬打棒球的哥哥，搬遷到新田市後也開始打棒球。
纖細且和善的性格，對巧的感情的變化也敏感。能使場合氣氛緩和起來的療傷系。
漫畫第6卷刊後語，作者柚庭園回答青波的原型是演員神木隆之介。
原田真紀子（聲：乃神亞衣子）
巧的母親。36歳。
由於巧的外公井岡洋三重棒球勝於家庭的緣故而討厭棒球，並為此打算阻止青波開始打棒球。
原田廣（聲：小田敏充）
巧的父親。高中時代是美術部的緣故，沒有棒球經驗。
以家庭為重的好父親，原田家中如潤滑油一樣的存在。身體不好，工作調動到故鄉城市新田。之後進入到大人棒球隊。
井岡洋三（聲：寶龜克壽）
巧的外公。從巧進入初中後開始一起生活。
是將新田高校帶入春四回、夏六回甲子園的名監督。從前因為不太在意家庭的事跟女兒的關係不好。
對二個孫子都很喜歡。希望巧知道打棒球的快樂。
井岡聖名子
巧的外婆。洋三的妻子。在巧3歲的時候去世。

### 永倉家
永倉節子（聲：生田善子）

### 新田東中學棒球部

#### 一年級
東谷啟太（聲：石川界人）
與豪自小是朋友。和澤口特別要好，兩人常在一起。
澤口文人（聲：村瀨步）
與豪自小是朋友。和東谷特別要好，兩人常在一起。
吉貞伸弘（聲：齊藤壯馬）

#### 三年級
海音寺一希（聲：梅原裕一郎）
隊長。
展西詠司（聲：森嶋秀太）
副隊長、守備位置捕手。
綠川（聲：今野陽太）
奧平（聲：汐谷文康）

#### 顧問
戶村真（聲：鄉田穗積）
棒球隊顧問，通稱「魔鬼教練」。年輕，為人精悍，喜用權威高壓型的命令式語調，學生不願接近。巧和他多有衝突。
數學老師，三年級的學年主任，負責風紀委員會。
高中時的棒球教練即巧的外公井岡洋三，由於井岡半途辭去，以為是校隊遭到嫌棄。

### 橫手第二中學校
新田市北的橫手市的學校。曾入全國四強。
門脇秀吾（聲：小野友樹）
棒球隊4棒，左外野手，人稱天才。與瑞垣俊二為總角之交。
瑞垣俊二（聲：木村良平）
棒球隊5棒，游擊手。喜歡棒球卻因自幼與號稱棒球天才的秀吾同伴，心態日趨複雜。
在本篇外傳《最後一局》中為主人公，敘述他成為高中生以後，自他角度所見的門脇和巧·豪搭檔的後續。
萩雄途（聲：バレッタ裕）
二年級生。投手。與城野同是第5卷特別短篇「THE OTHER BATTERY」中的主角。
城野達矢（聲：阿部大樹）
二年級生。先發捕手。
崎山（聲：落合福嗣）
棒球隊3棒，一壘手。
榎本（聲：增田俊樹）
三年級生。王牌投手。
唐木恭介（聲：白井悠介）
三壘手。
阿藤哲也
棒球隊顧問。數學老師。大學時期曾任投手出賽。
瑞垣不喜歡他那種睥睨隊員的說話方式和拘泥於名望的性格。

## 出版書籍

### 小說
所有版本皆由佐藤真紀子繪製封面或是插畫。
精裝本
| 集數 | 教育画劇   | 教育画劇               |
| 集數 | 發售日期   | ISBN                   |
| ---- | ---------- | ---------------------- |
| I    | 1996年10月 | ISBN 978-4-8769-2581-0 |
| II   | 1998年4月  | ISBN 978-4-7746-0428-2 |
| III  | 2000年4月  | ISBN 978-4-7746-0470-1 |
| IV   | 2001年9月  | ISBN 978-4-7746-0517-3 |
| V    | 2003年1月  | ISBN 978-4-7746-0549-4 |
| VI   | 2005年1月  | ISBN 978-4-7746-0636-1 |

文庫本
- 角川文庫

| 集數 | 角川書店       | 角川書店               | 台灣角川       | 台灣角川               |
| 集數 | 發售日期       | ISBN                   | 發售日期       | ISBN                   |
| ---- | -------------- | ---------------------- | -------------- | ---------------------- |
| 1    | 2003年12月25日 | ISBN 978-4-04-372101-6 | 2005年11月25日 | ISBN 986-718-945-0     |
| 2    | 2004年6月25日  | ISBN 978-4-04-372102-3 | 2006年1月24日  | ISBN 986-174-025-2     |
| 3    | 2004年12月25日 | ISBN 978-4-04-372103-0 | 2006年7月15日  | ISBN 986-174-100-3     |
| 4    | 2005年12月22日 | ISBN 978-4-04-372104-7 | 2007年10月5日  | ISBN 978-986-174-404-9 |
| 5    | 2006年6月24日  | ISBN 978-4-04-372105-4 | 2008年4月2日   | ISBN 978-986-174-641-8 |
| 6    | 2007年4月5日   | ISBN 978-4-04-372106-1 | 2008年12月10日 | ISBN 978-986-174-873-3 |

- 角川Wing文庫

| 集數 | 角川書店       | 角川書店               |
| 集數 | 發售日期       | ISBN                   |
| ---- | -------------- | ---------------------- |
| 1    | 2010年6月18日  | ISBN 978-4-04-631100-9 |
| 2    | 2010年8月9日   | ISBN 978-4-04-631113-9 |
| 3    | 2010年12月13日 | ISBN 978-4-04-631133-7 |
| 4    | 2011年7月13日  | ISBN 978-4-04-631167-2 |
| 5    | 2011年12月13日 | ISBN 978-4-04-631210-5 |
| 6    | 2012年4月12日  | ISBN 978-4-04-631235-8 |

最終章（Last Inning）
| 出版社   |               |                        |              |
| 出版社   | 發行版本      | 發售日期               | ISBN         |
| -------- | ------------- | ---------------------- | ------------ |
| 角川書店 | 2007年2月14日 | ISBN 978-4-04-873757-9 | 角川文庫     |
| 角川書店 | 2009年1月24日 | ISBN 978-4-04-372108-5 | 角川Wing文庫 |

### 漫畫
漫畫版由柚庭千景負責作畫，於少女漫畫雜誌《Asuka》2004年12月号開始連載，於2017年1月号長期休刊，於2021年2月号連載再刊。
舊版單行本全8卷，後發行新裝版，後續的集數將以新裝版繼續發行，發行至9卷。
單行本
| 集數 | 角川書店       | 角川書店               | 台灣角川       | 台灣角川               |
| 集數 | 發售日期       | ISBN                   | 發售日期       | ISBN                   |
| ---- | -------------- | ---------------------- | -------------- | ---------------------- |
| 1    | 2005年3月17日  | ISBN 978-4-04-924999-6 | 2005年11月25日 | ISBN 986-718-972-8     |
| 2    | 2005年10月17日 | ISBN 978-4-04-925013-8 | 2006年3月7日   | ISBN 986-174-023-6     |
| 3    | 2006年3月17日  | ISBN 978-4-04-925023-7 | 2006年9月29日  | ISBN 986-174-153-4     |
| 4    | 2006年9月16日  | ISBN 978-4-04-925033-6 | 2007年1月23日  | ISBN 978-986-174-252-2 |
| 5    | 2007年2月17日  | ISBN 978-4-04-925040-4 | 2007年10月12日 | ISBN 978-986-174-515-2 |
| 6    | 2007年8月10日  | ISBN 978-4-04-925048-0 | 2008年9月26日  | ISBN 978-986-174-811-5 |
| 7    | 2008年4月17日  | ISBN 978-4-04-925058-9 | 2009年4月7日   | ISBN 978-986-237-080-3 |
| 8    | 2010年9月24日  | ISBN 978-4-04-925073-2 | 2011年3月16日  | ISBN 978-986-287-086-0 |

新裝版
| 集數 | 角川書店      | 角川書店               |
| 集數 | 發售日期      | ISBN                   |
| ---- | ------------- | ---------------------- |
| 1    | 2016年3月24日 | ISBN 978-4-04-104073-7 |
| 2    | 2016年3月24日 | ISBN 978-4-04-104074-4 |
| 3    | 2016年3月24日 | ISBN 978-4-04-104075-1 |
| 4    | 2016年4月26日 | ISBN 978-4-04-104076-8 |
| 5    | 2016年4月26日 | ISBN 978-4-04-104077-5 |
| 6    | 2016年5月26日 | ISBN 978-4-04-104078-2 |
| 7    | 2016年5月26日 | ISBN 978-4-04-104079-9 |
| 8    | 2016年6月25日 | ISBN 978-4-04-104080-5 |
| 9    | 2016年7月26日 | ISBN 978-4-04-104081-2 |

## 真人電影
2007年3月10日，於全国東宝系上映。主題曲為熊木杏里的「春の風」（國王唱片）(EN)。

### 主要演員
- 原田 巧 - 林遣都
- 永倉 豪 - 山田健太
- 原田 青波 - 鎗田晟裕
- 矢島 繭 - 蓮佛美沙子
- 澤口 文人 -
- 東谷 啟太 - 太賀
- 門脇 秀吾 - 渡邊大
- 瑞垣 俊二 - 關泰章
- 海音寺 一希 - 矢崎廣
- 展西 - 木林宏朗俊
- 緑川 - 結城洋平
- 奥平 - 安田大輝
- 高槻 - 楠知樹
- 良太 - 五十嵐真人
- 真晴 - 酒井一世
- 幼少時代的巧 - 後藤聰
- 原田 真紀子 - 天海祐希
- 原田 廣 - 岸谷五朗
- 井岡 洋三 - 菅原文太
- 井岡 聖名子（写真）- 戶村美智子
- 永倉 節子 - 濱田マリ
- 戶村 真 - 萩原聖人
- 小野 薫子 - 上原美佐
- 校長先生 - 岸部一德
- 草薙先生 - 山田辰夫
- 阿藤監督 - 鹽見三省
- 稻村 - 嶋尾康史
- 浅野先生 - 淺野敦子

### 製作人員
- 監督 - 瀧田洋二郎
- 劇本 - 森下直
- 音樂 - 吉俣良
- 攝影 - 北信康
- 美術 - 磯見俊裕
- 設定美術 - 馬場正男
- 照明 - 渡部嘉
- 錄音 - 小野寺修
- 編輯 - 冨田伸子
- 裝飾 - 中込秀志
- 副監督 - 足立公良
- 場記 - 森直子
- 音響效果 - 小島彩、伊藤進一
- 音樂編輯 - 浅梨なおこ
- 特效統籌 - 柿添清
- 特別協力贊助 - 新日本石油
- CGI - OLM工作室、Crescent
- 外景協力 - 岡山縣、岡山縣電影補助協議会、岡山県中学校体育連盟野球部、美作市、高梁市、Takahashi Film Commission、新見市、備前市、津山市、真庭市、倉敷市、岡山市、奈義町、西粟倉村　ほか
- 製作者 - 黒井和男
- 企画 - 信国一朗、島谷能成
- 執行製作人 - 井上文雄、濱名一哉
- 製作人 - 岡田和則、岡田有正
- 主要製作 - 角川映畫

## 電視劇
NHK新設的晚上八時電視劇集時段「Drama 8」，2008年4月3日至6月12日期間播出。2008年1月中旬在千葉和岡山進行外景拍攝。主題曲是Mr.Children的少年。
2009年2月25日發售DVD盒裝。

### 主要演員
- 原田巧 - 中山優馬
- 永倉豪 - 高田翔
- 原田真紀子 - 齊藤由貴
- 原田廣 - 堀部圭亮
- 原田青波 - 森本慎太郎
- 澤口文人 - 永嶋柊吾
- 東谷啟太 - 松川尚瑠輝
- 矢島繭 - 宮崎香蓮
- 稻村滿男 - 駒田德廣
- 海音寺一希 - 川村亮介
- 展西詠司 - 染谷將太
- 永倉節子 - 池谷のぶえ
- 歌子 - 中尾ミエ
- 井岡洋三 - 石橋蓮司
- 阿藤哲也 - 小西博之
- 有吉校長 - 北見敏之
- 淺倉愛 - 剛力彩芽
- 藤井美佳 - 高田彩香
- 山田 - 清水貴紀
- 康太 - 大和田唯斗
- 健太 - 大和田凱斗
- 綠川 - 布施紀行
- 奥平 - 登野城佑真
- 高槻周平 - 湯本訓明
- 戶村真 - 千原ジュニア
- 小野薰子 - ちすん
- 門脇秀吾 - 中村隆太
- 瑞垣俊二 - 片原一馬
- 阿藤哲也 - 小西博之

### 播放日程
| 集數回                                                   | 播出日期 | 標題            | 收視率 |
| -------------------------------------------------------- | -------- | --------------- | ------ |
| 第1回                                                    | 4月3日   | 變得認真起來!   | 8.1%   |
| 第2回                                                    | 4月10日  | 相信我吧!       | 9.6%   |
| 第3回                                                    | 4月24日  | 不能原諒的傢伙! | 7.2%   |
| 第4回                                                    | 5月1日   | 我是不會輸的!   | 8.3%   |
| 第5回                                                    | 5月8日   | 棒球是誰的東西? | 5.9%   |
| 第6回                                                    | 5月15日  | 與怪物的勝負    | 8.7%   |
| 第7回                                                    | 5月22日  | 捕手失格        | 7.7%   |
| 第8回                                                    | 5月29日  | 心能傳遞到嗎?   | 7.7%   |
| 第9回                                                    | 6月5日   | 來一決勝負吧!   | 7.8%   |
| 第10回                                                   | 6月12日  | 我們的棒球!     | 8.1%   |
| 平均收視率7.9%（為Video Research調查關東地區的統計資料） |          |                 |        |

## 電視動畫
2016年7月15日至9月23日期間於富士電視台的「noitaminA」頻道播出。本作為製作公司ZERO-G首次進行獨立製作。

### 製作人員
- 原作 - 淺野敦子（角川文庫）
- 監督、脚本、音響監督 - 望月智充[9]
- 人物原案 - 志村貴子[9]
- 人物設計、總作画監督 - 草間英興[9]
- 道具設計 - 横田和彦
- 美術監督 - 榊枝利行
- 色彩設計 - 古川篤史
- 攝影監督 - 川井朝美
- 編輯 - 宇都宮正記
- 音樂製作人 - 佐野弘明、舩橋宗寛
- 音樂 - 千住明[9]
- 音樂制作 - FUJIPACIFIC MUSIC
- 製作人 - 木村誠、丹羽将己
- 動畫製作人 - 先川幸矢、宮城夢乃
- 動畫製作 - ZERO-G[9]
- 製作 - 動畫「野球少年」製作委員會（富士電視台、Aniplex、KADOKAWA、京楽産業Holdings、關西電視台、電通）

### 主題曲
全編曲 - 小林武史 / 歌 - anderlust。
片頭曲
作詞、作曲 - 小林武史、越野アンナ
片尾曲
（第1話 - 第5話,第11話）
作詞 - 坂元裕二 / 作曲 - 日向大介
（第6話 - 第10話）
作詞・作曲 - 志村正彦

### 各話列表
| 話數     | 日文標題 | 中文標題     | 劇本     | 分鏡     | 演出       | 作畫監督                            |
| -------- | -------- | ------------ | -------- | -------- | ---------- | ----------------------------------- |
| 第一話   |          | 相遇的日子   | 望月智充 | 望月智充 | 鈴木薰     | 横田和彦、草間英興                  |
| 第二話   |          | 在池邊       | 望月智充 | 望月智充 | 宇都宮正記 | 中原清隆                            |
| 第三話   |          | 爭執         | 望月智充 | 倉谷涼一 | 倉谷涼一   | 藤田正幸、川島尚                    |
| 第四話   |          | 立於球場     | 望月智充 | 沖田宮奈 | 神戶洋行   | 小野田貴之                          |
| 第五話   |          | 密室風波     | 望月智充 | 植田羊一 | 殿水敦子   | 柴田篤史、中原清隆                  |
| 第六話   |          | 挑戰強豪學校 | 望月智充 | 加藤誠   | 加藤誠     | 森美幸、加藤里香                    |
| 第七話   |          | 對決之時     | 望月智充 | 高本宣弘 | 深瀨重     | 徳倉榮一、馬場一樹 飯飼一幸         |
| 第八話   |          | 結束的秋天   | 望月智充 | 熊本健士 | 宇都宮正記 | 橫田和彥、山下敏成 川島尚、諸石美雪 |
| 第九話   |          | 回傳         | 望月智充 | 倉谷涼一 | 倉谷涼一   | 藤田正幸、南伸一郎                  |
| 第十話   |          | 那一天再一次 | 望月智充 | 鈴木薰   | 鈴木薰     | 大森理惠、南雲紋 西村元秀、北村友幸 |
| 第十一話 |          | 兩人的春天   | 望月智充 | 望月智充 | 望月智充   | 中原清隆、中武學 飯飼一幸           |

### 播放電視台
| 播放日期                | 播放時間           | 播放電視台     | 播放地區       | 備註           |
| ----------------------- | ------------------ | -------------- | -------------- | -------------- |
| 2016年7月15日 - 9月23日 | 金曜 0:55 - 1:25   | 富士電視台     | 關東廣域圈     | 參與製作委員会 |
|                         |                    | 岩手可愛電視台 | 岩手縣         |                |
|                         |                    | 櫻桃電視台     | 山形縣         |                |
|                         | 星期五 1:00 - 1:30 | 愛媛電視台     | 愛媛縣         |                |
|                         | 星期五 1:20 - 1:50 | 秋田電視台     | 秋田縣         |                |
|                         | 星期五 1:35 - 2:05 | 靜岡電視台     | 靜岡縣         |                |
|                         | 星期五 1:45 - 2:15 | 新潟綜合電視台 | 新潟縣         |                |
|                         |                    | 熊本電視台     | 熊本縣         |                |
|                         | 星期五 1:55 - 2:25 | 福島電視台     | 福島縣         |                |
|                         |                    | 關西電視台     | 近畿廣域圈     | 參與製作委員会 |
|                         |                    | 西日本電視台   | 福岡縣         |                |
|                         | 星期五 2:00 - 2:30 | 新廣島電視台   | 廣島縣         |                |
|                         | 星期五 2:10 - 2:40 | 仙台放送       | 宮城縣         |                |
|                         | 星期五 2:20 - 2:50 | 東海電視台     | 中京廣域圈     |                |
|                         | 星期五 2:05 - 2:35 | 鹿兒島電視台   | 鹿兒島縣       |                |
| 2016年7月16日 - 9月24日 | 星期六 0:55 - 1:25 | 佐賀電視台     | 佐賀縣         |                |
| 2016年7月20日 - 10月5日 | 星期三 1:55 - 2:25 | 長野放送       | 長野縣         |                |
| 2016年7月25日 - 10月3日 | 星期一 1:35 - 2:05 | 岡山放送       | 岡山縣、香川縣 |                |

### BD / DVD
| 卷 | 發售日期       | 收錄話數        | 規格編號      | 規格編號      |
| 卷 | 發售日期       | 收錄話數        | BD限定版      | DVD限定版     |
| -- | -------------- | --------------- | ------------- | ------------- |
| 1  | 2016年9月14日  | 第1話           | ANZX-12581/2  | ANZB-12581/2  |
| 2  | 2016年10月19日 | 第2話 - 第3話   | ANZX-12583/4  | ANZB-12583/4  |
| 3  | 2016年11月16日 | 第4話 - 第5話   | ANZX-12585/6  | ANZB-12585/6  |
| 4  | 2016年12月14日 | 第6話 - 第7話   | ANZX-12587/8  | ANZB-12587/8  |
| 5  | 2017年1月18日  | 第8話 - 第9話   | ANZX-12589/90 | ANZB-12589/90 |
| 6  | 2017年2月15日  | 第10話 - 第11話 | ANZX-12591/2  | ANZB-12591/2  |

## 外部連結
- battery（web KADOKAWA） （页面存档备份，存于）
- 電影官網
- 小說官方網站
- NHK名作選(動画・静止画) （页面存档备份，存于）

- 電視動畫
  - 電視動畫「野球少年」官方網站 （页面存档备份，存于）
  - 電視動畫「野球少年」官方網站的X（前Twitter）